# Myurshyudoba
Myurshyudoba är en ort i Azerbajdzjan.   Den ligger i distriktet Xaçmaz Rayonu, i den nordöstra delen av landet, 160 km nordväst om huvudstaden Baku. Myurshyudoba ligger 77 meter över havet och antalet invånare är 1 672.
Terrängen runt Myurshyudoba är lite kuperad. Närmaste större samhälle är Xaçmaz, 6,5 km sydost om Myurshyudoba.
Trakten runt Myurshyudoba består till största delen av jordbruksmark. Runt Myurshyudoba är det ganska tätbefolkat, med 129 invånare per kvadratkilometer.